# نديم ثابت (مخرج لبناني)
نديم ثابت (من مواليد 1982) هو منتج ومخرج أفلام لبناني. اشتهر نديم باخراجه الفيلم الذي نال استحسان النقاد أحد الأيام.

## الحياة الشخصية
وُلد نديم عام 1982 في بيروت بلبنان.

## الحياة المهنية
كان نديم منذ صغره مولعًا بصناعة الأفلام. بدأ تصوير الأفلام باثنين من الروايات القصيرة في الاستوديو، الأول كان كارافان في عام 1997 ثم ألوان كوداك في عام 1998. ثم انتقل إلى فرنسا عام 1999 لمتابعة دراسته في العلوم الإنسانية والسينما في جامعة السوربون . أخرج أثناء ذلك فيلمًا قصيرًا بعنوان قصص استثنائية في التصوير السينمائي (بالفرنسية: Histoires extraordinaires du cinématographe) في عام 1999.  استمر في إخراج الأفلام القصيرة في السنوات التالية ، مثل مارتين وإليا Martine et Alia في عام 2001، والماضي الحاضر المستقبل (بالفرنسية:Passé présent futur) في عام 2002، وسفينة نوح (بالفرنسية:L'Arche de Noé) في عام 2003. وقام في عام 2005 بإنتاج فيلم العنف (بالفرنسية:Violante) القصير، وفي عام 2006 قام بإخراج فيلم لبنان في الخريف ((بالفرنسية:Le Liban en automne). حصل كلا الفلمين على تقييمات جيدة، وقام ثابت بعمل فيلمه القصير التالي الشباب الأبرياء (بالفرنسية:Jeunes et innocents) في عام 2007. ثم صنع في عام 2008 فيلم ربيع 75 Spring 75 ،وذكريات الصيف (بالفرنسية:Souvenirs d'un été) في عام 2011.  ثم قدم في عام 2014 الفيلم القصير صيف 91 (بالفرنسية:Eté 91) الذي نال استحسان النقاد.
شارك ثابت في عام 2001 في تأسيس مهرجان الفيلم اللبناني. وأصبح عضوًا في لجنة الاختيار لمهرجان أوبرهاوزن الدولي للأفلام القصيرة منذ عام 2011. وبعد أن قدم العديد من الأفلام القصيرة التي نالت استحسانا كبيرًا، أخرج فيلمه الطويل الأول أحدد هذه الأيام في عام 2017. وفاز الفيلم لاحقًا بجائزة أفضل فيلم روائي طويل في مهرجان الفيلم العربي الثاني والعشرين. وشارك في عام 2019 في إخراج المسلسل فارايا مع المخرجة اللبنانية مونيا عقل.

## فيلموغرافيا
| سنة   | فيلم                               | دور                    | النوع     | المرجع.   |
| ----- | ---------------------------------- | ---------------------- | --------- | --------- |
| 1997  | كارافان                            | مخرج                   | فيلم قصير |           |
| 1998  | لون كوداك                          | مخرج                   | فيلم قصير |           |
| 1999  | قصص استثنائية في التصوير السينمائي | مخرج                   | فيلم قصير |           |
| 2001  | مارتين وإليا                       | مخرج                   | فيلم قصير |           |
| 2002  | الماضي الحاضر المستقبل             | مخرج                   | فيلم قصير |           |
| 2003  | سفينة نوح                          | مخرج                   | فيلم قصير |           |
| 2005  | العنف                              | مخرج                   | فيلم قصير |           |
| 2006  | لبنان في الخريف                    | مخرج                   | فيلم قصير | \| [9] \| |
| 2007  | الشباب الأبرياء                    | مخرج                   | فيلم قصير |           |
| 2008  | ربيع 75                            | مخرج                   | فيلم قصير |           |
| 2011  | ذكريات الصيف                       | مخرج                   | فيلم قصير |           |
| 2014  | صيف91                              | مخرج                   | فيلم قصير |           |
| 2015  | الحرب في سوريا هي من قتلتها        | المخرج والكاتب والمحرر | فيلم قصير |           |
| 2017  | أحد الايام                         | المخرج والكاتب         | فيلم      | [ 10 ]    |
| [ 9 ] |                                    |                        |           |           |

## أنظر أيضا
- سينما افريقيا

## روابط خارجية
- نديم ثابت في قاعدة بيانات الأفلام على الإنترنت
- Under Construction by Nadim Tabet – Lebanon
- One of These Days